# René Ferrant
René Ferrant – francuski kierowca wyścigowy.

## Kariera
W swojej karierze wyścigowej Ferrant poświęcił się startom w wyścigach Grand Prix. W 1931 roku Francuz pojawiał się w stawce Mistrzostw Europy AIACR. Z dorobkiem dwudziestu punktów uplasował się na 25 pozycji w klasyfikacji generalnej.